# هيسباوسينز

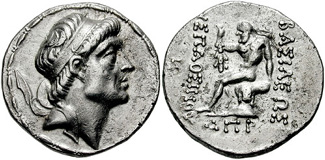
هيسباوسينز (209-124 قبل الميلاد) مؤسس وملك مملكة ميسان.

هيسباوسينز أو أسباسين (124 قبل الميلاد - 209 قبل الميلاد) كان ساتراب لدى أنطيوخوس الرابع ثم فيما بعد أول ملك (127-124 قبل الميلاد) لمملكة ميسان. عرف هيسباوسينز أساسا من خلال القطع النقدية كما ظهر أيضا في نصوص الكتابة المسمارية (في اليوميات الفلكية البابلية). ذكر بلينيوس الأكبر أنه كان ابن «ساغدودوناكوس ملك العرب».
وفقا لبليني فإن هيسباوسينز من أصل عربي. ومع ذلك كان اسمه فارسي.
عين هيسباوسينز ساتراب في منطقة مملكة ميسان من قبل أنطيوخس الرابع وأعاد بناء المدينة بعد الفيضانات.
خلال غزو بارثية في 141 قبل الميلاد (من 209 قبل الميلاد إلى 124 قبل الميلاد) فإن هيسباوسينز أعلن الاستقلال بسقوط الإمبراطورية الشرقية بسبب الغزو. بعد عامين من الغزو ذكر لوح بابلي أنه لقب بالملك.
احتل هيسباوسينز أجزاء من جنوب بلاد الرافدين وبلاد فارس. في 24 يونيو 127 قبل الميلاد سمي ملكا للمرة الأولى. نقش وجد في البحرين فيما يعرف باسم تايلوس يدل على أنه أيضا حكم هذه الجزيرة. يذكر النقش أن زوجته هي الملكة تالاسيا التي ظهرت في «اليوميات الفلكية» البابلية.
في 124 قبل الميلاد مرض هيسباوسينز ثم توفي في 11 يونيو. بعد وفاة زوجها حاولت الملكة تالاسيا تثبيت ابنها ملكا.
سكت النقود باسمه حتى 121 قبل الميلاد. تم اكتشاف العملة في الكويت والقطيف في السعودية.